# Altenuen
Altenuen (ALT) ist eine Verbindung aus der Gruppe der Mykotoxine und kommt insbesondere in Schimmelpilzen der Gattung Alternaria vor. Chemisch gehört der Stoff zu den Dibenzo-α-pyronen. Zusammen mit Tenuazonsäure, Altertoxin-1, Alternariol und Alternariolmonomethylether gehört Altenuen zu den toxikologisch bedeutendsten  Alternaria-Toxinen.

## Eigenschaften
Altenuen kristallisiert aus einem Aceton-Hexan-Gemisch in Form farbloser Prismen und fluoresziert unter UV-Licht gelb.
Es wirkt antioxidativ und hemmt Cholinesterasen.

## Vorkommen
Altenuen wurde erstmals aus dem Schimmelpilz Alternaria tenuissima isoliert. Ferner ist das Vorkommen in A. capsici-annui, A. citri, A. porri, A. rudiciana und A. tomato beschrieben.